# 18-та паралель південної широти
18-та паралель південної широти — лінія широти, що лежить на 18 градусів південніше земної екваторіальної площини. Вона проходить через Атлантичний океан, Африку, Індійський океан, Австралазію, Тихий океан та Південну Америку.

## Список географічних об'єктів, що перетинає 18° пд. ш.
Починаючи з Гринвіцького меридіану та рухаючись на схід, 18-та паралель південної широти проходить через:
| Координати                                                   | Країна, територія або море | Примітки |
| ------------------------------------------------------------ | -------------------------- | --- |
| 18°0′ пд. ш. 0°0′ сх. д. / 18.000° пд. ш. 0.000° сх. д.      | Атлантичний океан          | |
| 18°0′ пд. ш. 11°49′ сх. д. / 18.000° пд. ш. 11.817° сх. д.   | Намібія                    | |
| 18°0′ пд. ш. 20°41′ сх. д. / 18.000° пд. ш. 20.683° сх. д.   | Ангола                     | |
| 18°0′ пд. ш. 20°53′ сх. д. / 18.000° пд. ш. 20.883° сх. д.   | Намібія                    | Смуга Капріві |
| 18°0′ пд. ш. 21°22′ сх. д. / 18.000° пд. ш. 21.367° сх. д.   | Ангола                     | |
| 18°0′ пд. ш. 21°34′ сх. д. / 18.000° пд. ш. 21.567° сх. д.   | Намібія                    | Смуга Капріві |
| 18°0′ пд. ш. 24°18′ сх. д. / 18.000° пд. ш. 24.300° сх. д.   | Ботсвана                   | |
| 18°0′ пд. ш. 24°28′ сх. д. / 18.000° пд. ш. 24.467° сх. д.   | Намібія                    | Смуга Капріві |
| 18°0′ пд. ш. 24°37′ сх. д. / 18.000° пд. ш. 24.617° сх. д.   | Ботсвана                   | |
| 18°0′ пд. ш. 25°16′ сх. д. / 18.000° пд. ш. 25.267° сх. д.   | Зімбабве                   | |
| 18°0′ пд. ш. 25°57′ сх. д. / 18.000° пд. ш. 25.950° сх. д.   | Замбія                     | Приблизно на 3 км |
| 18°0′ пд. ш. 25°59′ сх. д. / 18.000° пд. ш. 25.983° сх. д.   | Зімбабве                   | |
| 18°0′ пд. ш. 26°34′ сх. д. / 18.000° пд. ш. 26.567° сх. д.   | Замбія                     | |
| 18°0′ пд. ш. 26°49′ сх. д. / 18.000° пд. ш. 26.817° сх. д.   | Зімбабве                   | Проходить південніше Хараре |
| 18°0′ пд. ш. 32°57′ сх. д. / 18.000° пд. ш. 32.950° сх. д.   | Мозамбік                   | |
| 18°0′ пд. ш. 37°0′ сх. д. / 18.000° пд. ш. 37.000° сх. д.    | Мозамбіцька протока        | |
| 18°0′ пд. ш. 44°1′ сх. д. / 18.000° пд. ш. 44.017° сх. д.    | Мадагаскар                 | Проходить через острів Мадагаскар |
| 18°0′ пд. ш. 49°25′ сх. д. / 18.000° пд. ш. 49.417° сх. д.   | Індійський океан           | |
| 18°0′ пд. ш. 122°11′ сх. д. / 18.000° пд. ш. 122.183° сх. д. | Австралія                  | Західна Австралія — проходить південніше Брума |
| 18°0′ пд. ш. 122°12′ сх. д. / 18.000° пд. ш. 122.200° сх. д. | Індійський океан           | Затока Робак[en] |
| 18°0′ пд. ш. 122°22′ сх. д. / 18.000° пд. ш. 122.367° сх. д. | Австралія                  | Західна Австралія Північна Територія Квінсленд |
| 18°0′ пд. ш. 146°4′ сх. д. / 18.000° пд. ш. 146.067° сх. д.  | Коралове море              | Проходить повз острови Коралового моря, Австралія Проходить південніше острова Ефате, Вануату |
| 18°0′ пд. ш. 168°42′ сх. д. / 18.000° пд. ш. 168.700° сх. д. | Тихий океан                | |
| 18°0′ пд. ш. 177°16′ сх. д. / 18.000° пд. ш. 177.267° сх. д. | Фіджі                      | Проходить через острів Віті-Леву |
| 18°0′ пд. ш. 178°38′ сх. д. / 18.000° пд. ш. 178.633° сх. д. | Тихий океан                | Море Коро |
| 18°0′ пд. ш. 179°14′ сх. д. / 18.000° пд. ш. 179.233° сх. д. | Фіджі                      | Проходить через острів Гау[en] |
| 18°0′ пд. ш. 179°21′ сх. д. / 18.000° пд. ш. 179.350° сх. д. | Тихий океан                | Море Коро |
| 18°0′ пд. ш. 179°3′ зх. д. / 18.000° пд. ш. 179.050° зх. д.  | Фіджі                      | Проходить через острів Наяу[en] |
| 18°0′ пд. ш. 179°2′ зх. д. / 18.000° пд. ш. 179.033° зх. д.  | Тихий океан                | Проходить північніше острова Фонуалеї[en], Тонга Проходить північніше острова Палмерстон, Острови Кука Проходить південніше островів Таїті, Мехетіа[en] та Реітору[en], Французька Полінезія                                         |
| 18°0′ пд. ш. 142°18′ зх. д. / 18.000° пд. ш. 142.300° зх. д. | Французька Полінезія       | Проходить через атол Марокау[en] |
| 18°0′ пд. ш. 142°11′ зх. д. / 18.000° пд. ш. 142.183° зх. д. | Тихий океан                | Проходить між атолами Хао[en] та Аману[en], Французька Полінезія |
| 18°0′ пд. ш. 70°53′ зх. д. / 18.000° пд. ш. 70.883° зх. д.   | Перу                       | |
| 18°0′ пд. ш. 69°45′ зх. д. / 18.000° пд. ш. 69.750° зх. д.   | Чилі                       | Арика-і-Паринакота |
| 18°0′ пд. ш. 69°9′ зх. д. / 18.000° пд. ш. 69.150° зх. д.    | Болівія                    | |
| 18°0′ пд. ш. 57°38′ зх. д. / 18.000° пд. ш. 57.633° зх. д.   | Бразилія                   | Мату-Гросу-ду-Сул Мату-Гросу — приблизно на 11 км Мату-Гросу-ду-Сул — приблизно на 9 км Мату-Гросу — приблизно на 16 км Мату-Гросу-ду-Сул — приблизно на 22 км Мату-Гросу — приблизно на 18 км Гояс Мінас-Жерайс Еспіриту-Санту Баїя |
| 18°0′ пд. ш. 39°29′ зх. д. / 18.000° пд. ш. 39.483° зх. д.   | Атлантичний океан          | |